# So
So, so biển hay sam lông (tên khoa học Carcinoscorpius rotundicauda) là một loài trong họ Sam (Limulidae). Tên tiếng Anh của loài này là mangrove horseshoe crab, có nghĩa là cua móng ngựa vùng ngập mặn. Nó được tìm thấy trong khu vực ven biển thuộc Ấn Độ, Indonesia, Malaysia, Philippines, Singapore, Thái Lan và Việt Nam. Nó cũng là loài duy nhất còn sinh tồn của chi Carcinoscorpius.

## Đặc điểm

### Đặc điểm sinh học

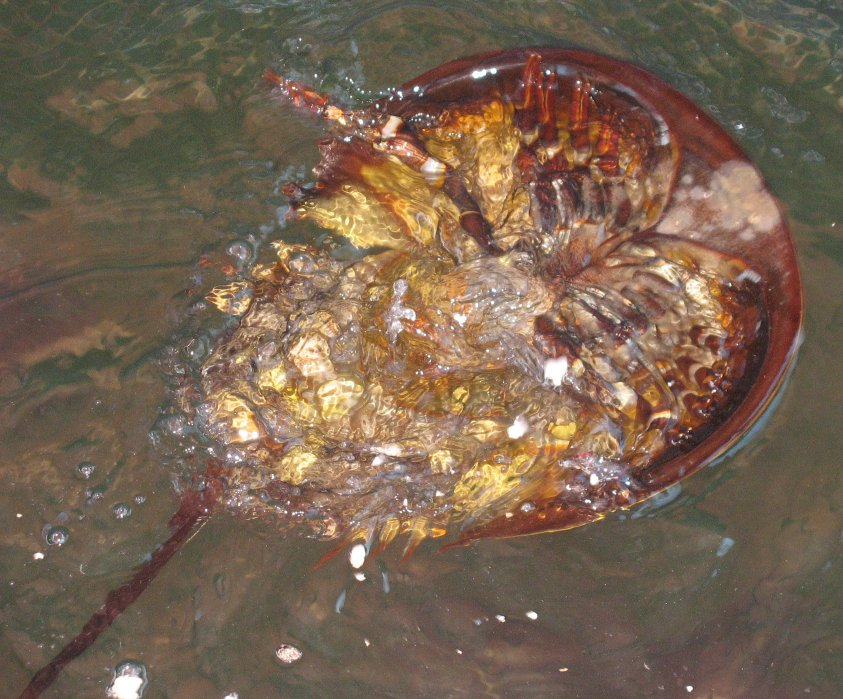
Con so ở Vịnh Hạ Long

Bốn loài thuộc họ Sam gồm: Limulus polyphemus, Tachypleus tridentatus, Tachypleus gigas và Carcinoscorpius rotundicauda có đặc tính sinh học khá giống nhau: Thân có vỏ cứng hình móng ngựa, chia làm ba phần: giáp đầu ngực, giáp bụng và đuôi kiếm. Toàn bộ phần thân nằm ở phía bụng, có 6 đôi chi đầu ngực và 6 đôi chi giáp bụng. Mắt lớn ở trên lưng. Màu nâu xanh hoặc vàng đậm hay màu xám.
Tại Việt Nam có hai loài:
- Con Sam tên khoa học Tachypleus tridentatus, Leach, 1819; còn được gọi sam đuôi tam giác, trên thế giới phân bố ở biển Hồng Hải, Ấn Độ Dương và Thái Bình Dương. Ở Việt Nam: hiện diện từ Quảng Ninh đến Ninh Thuận. Sam có đuôi với thiết diện ngang hình tam giác, rìa cuối cùng của phần bụng ở mặt lưng có 3 gai cứng: một gai ở giữa và 2 gai ở hai bên. Con sam thường có kích thước 17 – 34 cm, nặng 3,8 kg.
- Con so, tên khoa học Carcinoscorpius rotundicauda, Latreille, 1825; còn được gọi là sam đuôi tròn hoặc sam lông, toàn thân màu xanh nâu đậm, đuôi không có gờ mặt lưng, thiết diện ngang của đuôi tròn hay hình trứng và rìa cuối cùng của phần bụng ở mặt lưng không có gai.

So có kích thước bé hơn Sam (khoảng 20 – 25 cm, chưa kể đuôi), khối lượng nhỏ hơn 1 kg. Trong khu vực châu Á, so có phân bố ở miền nam Philippin, Indonesia, Malaysia, Thái Lan và vịnh Bengal. Ở Việt Nam, so thường sống ở vùng sình lầy ven bờ vịnh Bắc Bộ, miền Trung và Nam Bộ.
Cả 4 con họ Sam đều có đặc điểm sống vùi trong cát. Khi nước lên thường theo nước triều vào bờ để bắt mồi. Tìm kiếm thức ăn bằng cách ủi bùn. Thức ăn chính là động vật thân mềm, giun nhiều tơ, tảo biển và mùn bã hữu cơ. Tăng trưởng qua mỗi lần lột vỏ. Sam thường sống cặp đôi, con đực nhỏ hơn bám trên lưng con cái. Để Sam phát triển trở thành cá thể có kích thước trưởng thành, chúng cần thời gian khoảng 10 năm. Còn con so thì thường đi lẻ một mình.

### Đặc điểm sinh sản
Bốn loài họ Sam có đặc điểm sinh sản tương tự nhau. Mùa sinh sản từ tháng 3 đến tháng 10 hàng năm. Vào mùa sinh sản, con đực bắt cặp con cái để giao phối: con đực bám trên lưng con cái bằng 2 mấu gai đặc biệt trên giáp vỏ của chúng. (Như vậy không chỉ có sam mới đi theo cặp mà so cũng có thể bắt cặp đi với nhau). Sau 3 năm tuổi với nhiều lần lột vỏ, sam thành thục và đẻ trứng trên những bãi cát. Lượng trứng từ 1.700 – 24.150. Trung bình 20.742 trứng. Trứng được vùi sâu 20 m dưới cát. Đường kính trứng 2 – 3 mm. Trứng nở sau 6 – 8 ngày được ấp dưới cát.

## Độc tính

### Tetrodotoxins
- Độc tố tetrodotoxins C11H17O8N3: là chất độc thần kinh, rất độc, gây tử vong cao, chất này cũng được phân lập từ một số loại vi khuẩn: epiphytic bacterium, vibrio species, pseudomonas species (yasumoto 1987), ở da và nội tạng con so, kỳ nhông, bạch tuộc vòng xanh, cóc, cá nóc.
- Độc tố tetrodotoxins không phải là một protein, tan trong nước, không bị nhiệt phá hủy, khi nấu chín hay phơi khô, sấy, độc chất vẫn tồn tại (có thể bị phân hủy trong môi trường kiềm hay acid mạnh). Tetrodotoxins có tính bền vững rất cao: cho độc tố vào dung dịch HCl (acid chlohydric) 0,2 đến 0,3% sau 8 giờ mới bị phân hủy; đun sôi (100 °C) thì sau 6 giờ mới giảm được một nửa độc tính; muốn phá hủy hoàn toàn độc tính phải đun sôi ở 200 °C trong 10 phút.
- Độc tố tetrodotoxins hấp thu nhanh qua đường ruột, dạ dày trong 5-15 phút. Đỉnh cao tetrodotoxins trong máu là 20 phút và thải tiết qua nước tiểu sau 30 phút đến 3-4 giờ.

### Độc tính
So là loài cực độc vì trong cơ thể có chứa độc tố tetrodotoxins rất nguy hiểm. Độc tố được tập trung chủ yếu trong buồng trứng của con so. Trong mùa sinh sản, mức độ sản sinh ra độc tố số lượng lớn. Độc tố từ buồng trứng có thể lây lan sang các bộ phận khác của so. Khi ăn phải, độc tố hấp thu vào cơ thể một cách nhanh chóng và chỉ sau 30 phút đến 2 giờ sẽ có cảm giác tê môi và đầu lưỡi, đau bụng, vã mồ hôi, giãn đồng tử, tăng tiết đàm nhớt, nôn ói, tụt huyết áp, co giật, liệt hô hấp, hôn mê và có thể tử vong nếu bệnh nhân không được đưa đến bệnh viện kịp thời.
Hiện thế giới chưa có thuốc giải độc đặc hiệu cho ngộ độc tetrodotoxins. Điều đáng nói là tetrodotoxins không bị tiêu diệt bởi nhiệt độ cao, do đó khi nấu chín, thịt So vẫn còn độc hại. Hiện nay, không có thuốc giải độc tetrodotoxins. Một vài loài hải sản khác hầu hết chứa độc tố nguy hiểm, thịt rất ngon và có giá trị dinh dưỡng cao như thịt cá nóc, bạch tuộc đốm xanh.

## Phân biệt với loài sam
Đuôi sam có tiết diện hình tam giác, ba cạnh kéo dài đến tận cuối đuôi, ở đỉnh tam giác có các gai nhọn giống như lưỡi cưa. Ngược lại đuôi so có tiết diện hình tròn hoặc hình trứng, không có gai. Sam thường đi theo cặp, con đực hay bám trên lưng con cái. Tuy nhiên cần lưu ý nếu vào mùa sinh sản, không phải chỉ có Sam đi theo cặp mà so cũng rất có thể đi cặp với nhau.
So thường có kích cỡ và trọng lượng nhỏ hơn sam. Nhưng không đủ độ tin cậy nếu chúng ta chỉ phân biệt sam và so qua kích thước và trọng lượng. Để trưởng thành, sam cần thời gian khoảng 10 năm, do đó rất có thể con so sẽ bị nhầm với con sam còn non.

## Triệu chứng ngộ độc
Nguyên nhân tử vong do ngộ độc so là do độc tố tetrodotoxins có trong thịt của con so, triệu chứng là gây liệt cơ hô hấp và hạ huyết áp. Lượng độc tố tetrodotoxins trong 100 gam thịt, trứng so đủ gây tử vong 1 người. Đặc điểm của ngộ độc so là thời gian ủ bệnh rất ngắn, diễn biến nhanh, mức độ nặng tùy thuộc vào lượng thức ăn mà nạn nhân tiêu thụ. Nếu thời gian ủ bệnh kéo dài thì tình trạng ngộ độc lại nhẹ, hiếm khi tử vong.
Biểu hiện quan trọng nhất là ở giai đoạn sau khi ăn 20 phút đến 3 giờ, môi và lưỡi hơi bị tê. Tiếp đó là các ngón tay bị tê cứng có thể kèm theo đau đầu, đau bụng đôi khi kèm theo nôn mửa. Sau đó là tê liệt vận động, ngồi khó khăn, tê liệt tri giác, nói khó khăn, khó thở, huyết áp tụt nhanh rồi rơi vào trạng thái mất ý thức và tắt thở nhanh sau đó.